# Hauberg
Hauberg är ett berg i Antarktis. Det ligger i Västantarktis. Argentina, Chile och Storbritannien gör anspråk på området. Toppen på Hauberg är 1 253 meter över havet.
Terrängen runt Hauberg är huvudsakligen platt, men österut är den kuperad.  Trakten är obefolkad. Det finns inga samhällen i närheten.